# Les Arbres qui avaient des dents
Les Arbres qui avaient des dents (titre original : The Fangs of the Trees) est une nouvelle fantastique et de science-fiction de Robert Silverberg.

## Publications
Entre 1968 et 2014, la nouvelle a été éditée à vingt-quatre reprises dans des recueils de nouvelles de Robert Silverberg ou des anthologies de science-fiction.

### Publications aux États-Unis
La nouvelle est parue en octobre 1968 dans le magazine The Magazine of Fantasy & Science Fiction sous le titre The Fangs of the Trees.
Elle a ensuite été régulièrement rééditée dans de nombreux recueils de Robert Silverberg et diverses anthologies.

### Publications en France
La nouvelle est publiée en France :
- dans Fiction, no 198, éditions OPTA, juin 1970 ;
- dans l'anthologie Le Livre d'or de la science-fiction : Robert Silverberg, Presses Pocket no 5032, 1979  (ISBN 2-266-00597-9) ;
- dans l'anthologie Voir l'invisible, Presses Pocket, 1988 ;
- en 2002, dans le recueil Le Chemin de la nuit paru chez Flammarion, avec une traduction de Pierre-Paul Durastanti et Bruno Martin, avec une nouvelle édition en livre de poche chez J'ai lu en 2004. Elle est donc l'une des 124 « meilleures nouvelles » de Silverberg sélectionnées pour l'ensemble de recueils Nouvelles au fil du temps, dont Le Chemin de la nuit est le premier tome.

### Publication en Grande-Bretagne
La nouvelle a été publiée en Grande-Bretagne dans l'anthologie To the Dark Star (1991).

### Publications dans d'autres pays européens
La nouvelle a été publiée :
- en Italie : Soltanto Alberi (1969)
- en Allemagne :
  - sous le titre Die Baumpest (1976)
  - sous le titre Fleischfressende Bäume (1977).

## Résumé
Zen Holbrook est un propriétaire foncier important. Il a notamment des milliers d'hectares de bois, mais certaines parcelles sont peuplées par des arbres vivants et pensants. Il leur a même donné des noms tirés de l'Antiquité grecque : Hector, Socrate, Alcibiade, etc.
Un jour, alors qu'il accueille à son domicile sa nièce Naomi, jeune adolescente de 15 ans, il constate qu'une grande parcelle contenant certains de ses arbres pensants est infectée par la rouille. Sachant que cette maladie est contagieuse et pourrait contaminer des parcelles saines, il se résout à détruire par le feu la parcelle contaminée.
Néanmoins Naomi, qui s'est liée d'amitié avec les arbres, ne l'entend pas de cette façon. Alors que Zen est pris à partie par un des arbres qui se défend pour ne pas être incinéré, Naomie intervient et l'empêche d'être dévoré par l’arbre, mais lui fait promettre d'arrêter la destruction : il doit chercher une solution alternative. Zen promet d'arrêter le processus, mais maîtrise Naomi, l'enferme, et reprend son activité destructrice. Son devoir fait, Naomis lui fait le reproche d'avoir tué des êtres vivants et de lui avoir sciemment menti.